# Clotilda (barco negrero)
La goleta Clotilda (a menudo mal escrita como Clotilde) fue el último barco de esclavos conocido de Estados Unidos en traer cautivos de África a los Estados Unidos, llegando a la bahía de Mobile en otoño de 1859 o el 9 de julio de 1860, con 110 hombres, mujeres y niños africanos. El barco era una goleta de dos mástiles, de 26 metros de largo y con una manga de 7 metros.

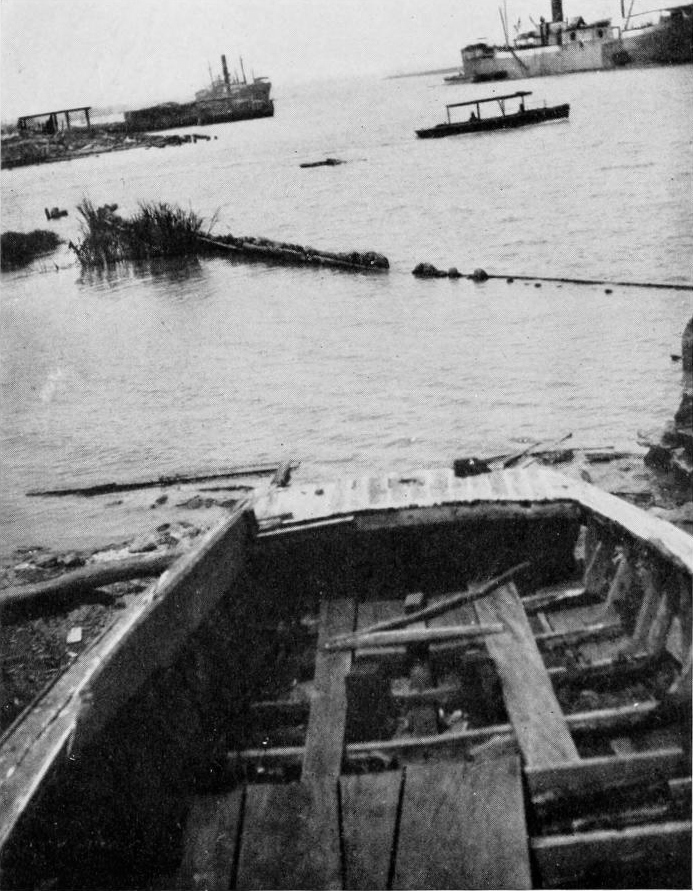
Naufragio del barco negrero Clotilda.

La participación de Estados Unidos en el comercio atlántico de esclavos había sido prohibida por el Congreso a través de la Ley que Prohíbe la Importación de Esclavos promulgada el 2 de marzo de 1807 (vigente a partir del 1 de enero de 1808), pero la práctica continuó ilegalmente, especialmente a través de traficantes de esclavos con sede en Nueva York en la década de 1850 y principios de 1860. En el caso de la Clotilda, los patrocinadores del viaje estaban basados en el sur y planeaban comprar africanos en Whydah, Dahomey. Después del viaje, el barco fue incendiado y hundido en la bahía de Mobile en un intento de destruir las pruebas.
Después de la Guerra de Secesión, Oluale Kossola y otros treinta ex esclavos fundaron Africatown en el lado norte de Mobile, Alabama. Fueron acompañados por otros africanos continentales y formaron una comunidad que continuó practicando muchas de sus tradiciones de África Occidental y el idioma yoruba durante décadas.
Un portavoz de la comunidad, Cudjo Lewis, vivió hasta 1935 y fue uno de los últimos supervivientes de la Clotilda. Redoshi, otra cautiva en la Clotilda, fue vendida a un terrateniente en el condado de Dallas, Alabama, donde también se la conoció como Sally Smith. Se casó, tuvo una hija y vivió hasta 1937 en Bogue Chitto. Durante mucho tiempo se creyó que era la última superviviente de la Clotilda. Sin embargo, una investigación publicada en 2020 indicó que otra superviviente, Matilda McCrear, vivió hasta 1940.
Unos 100 descendientes de las personas esclavizadas, llevadas por la Clotilda todavía viven en Africatown, y otros están dispersos por el país. Después de la Segunda Guerra Mundial, el barrio fue absorbido por la ciudad de Mobile. Se colocó un busto conmemorativo de Lewis frente a la histórica Iglesia Bautista Misionera de la Unión. El distrito histórico de Africatown fue incluido en el Registro Nacional de Lugares Históricos en 2012. En mayo de 2019, la Comisión Histórica de Alabama anunció que los restos de un barco encontrados a lo largo del río Mobile, cerca de la Isla de 12 Millas y al norte del delta de la bahía de Mobile, fueron confirmados como los de la Clotilda. El sitio del naufragio fue incluido en el Registro Nacional de Lugares Históricos en 2021.